# Velothon Stockholm
Velothon Stockholm var ett endagars cykellopp som hölls mellan åren 2015-2017 med start och mål i Stockholm. Det var en del av UCI Europe Tour i klass 1.1 och av UCI Velothon Majors tävlingsserie som även omfattar Velothon Berlin, Velothon Wales och Velothon Wien. Dessa cykellopp karakteriseras av motionslopp med tusentals deltagare innan själva eliten tävlar längst en förlängd sträcka. Banlängderna var 55 kilometer respektive 155 kilometer. Förutom UCI var tävlingen sanktionerad av det Svenska cykelförbundet.

## Historik
Velothon Stockholm startades 2015 och lockade 3000 motionscyklister och ett 100-tal proffscyklister.  Efter att ha fått kritik för att avspärrningarna fått negativa konsekvenser för trafiken i innerstaden och besöksnäringen på Djurgården under 2015 års lopp gick starten från 2016 i Rålambshovsparken i Stockholm. Därefter var sträckningen, som tidigare, ut mot Södertörn genom sju kommuner med vändpunkt i Nynäshamn och tillbaka med målgång i Rålambshovsparken. Den allra största delen av vägarna var helt bilfria.
Premiärtävlingen 2015 för eliten vanns efter klungspurt av slovenen och Lampre-Merida-cyklisten Marko Kump på tiden 4.08,55, efter 182 kilometer. Samma tid fick tvåan Daniel Hoelgaard, Norge, och polacken Grzegorz Stepniak på tredje plats.
Nytt för 2016 var tre utmaningar som låg efter banan: Flying Kilometer, Kessiakoff´s Climbs och Twin time Challenge.
Fredrik Kessiakoff var banchef och Race Director för Velothon Stockholm.
Efter 2017 års tävling meddelade arrangören, Lagardére, att loppet läggs ner på grund av att ”efterfrågan bland motions- och tävlingscyklister varit för låg vilket gett för låga deltagarantal”.

## Vinnare elit herrar
| År   | Vinnare        | Tvåa              | Trea                   |
| ---- | -------------- | ----------------- | ---------------------- |
| 2015 | Marko Kump     | Daniel Hoelgaard  | Grzegorz Stepniak      |
| 2016 | Jimmy Karlsson | Richard Lindahl   | Christer Evhammar      |
| 2017 | Hannes Forsby  | Vincent Andersson | Hannes Bergström Frisk |

## Bildgalleri från Velothon Stockholm 2015

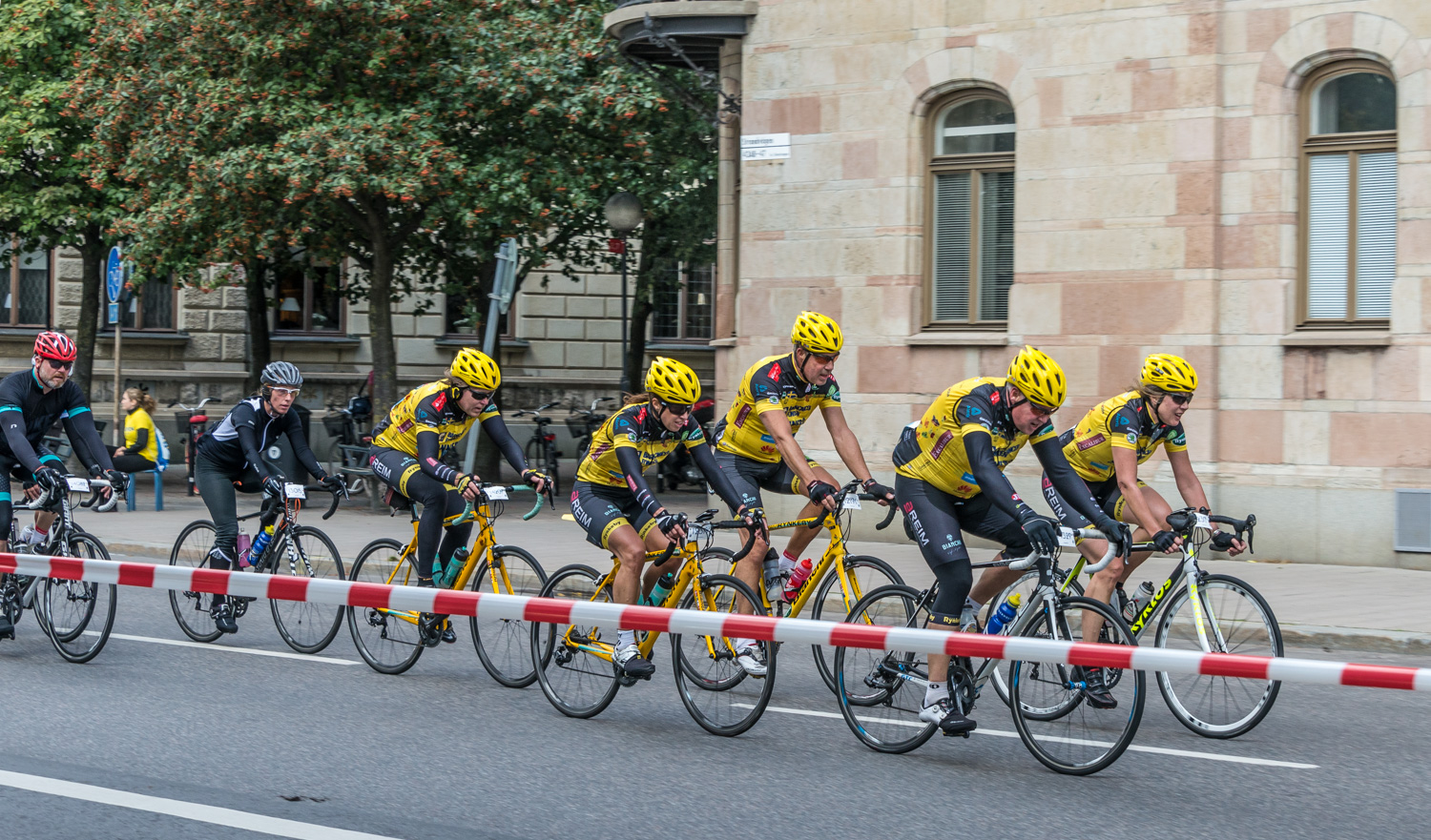
Motionstävlanden på Strandvägen.
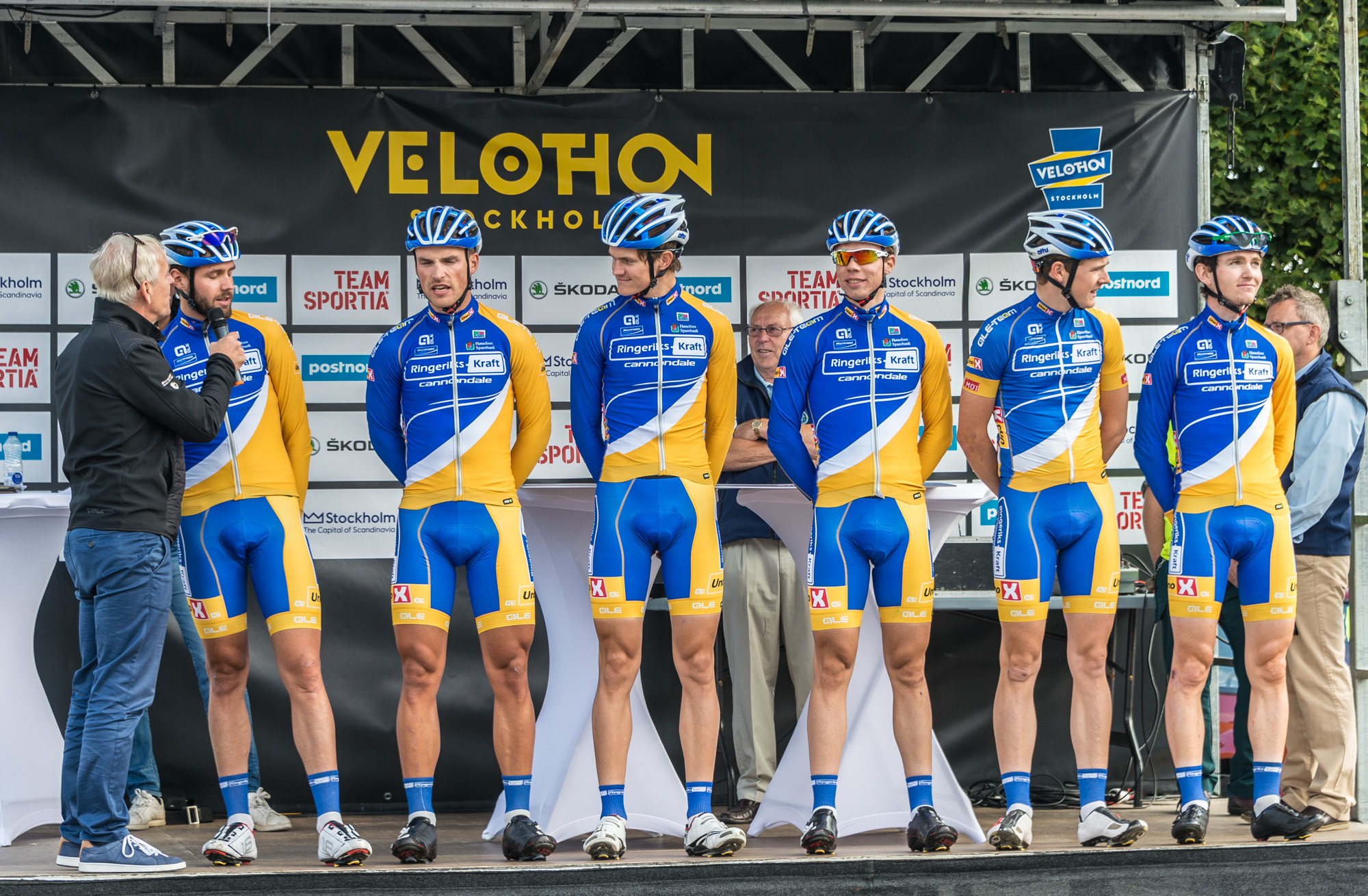
Anders Adamson presenterar elitlagen.
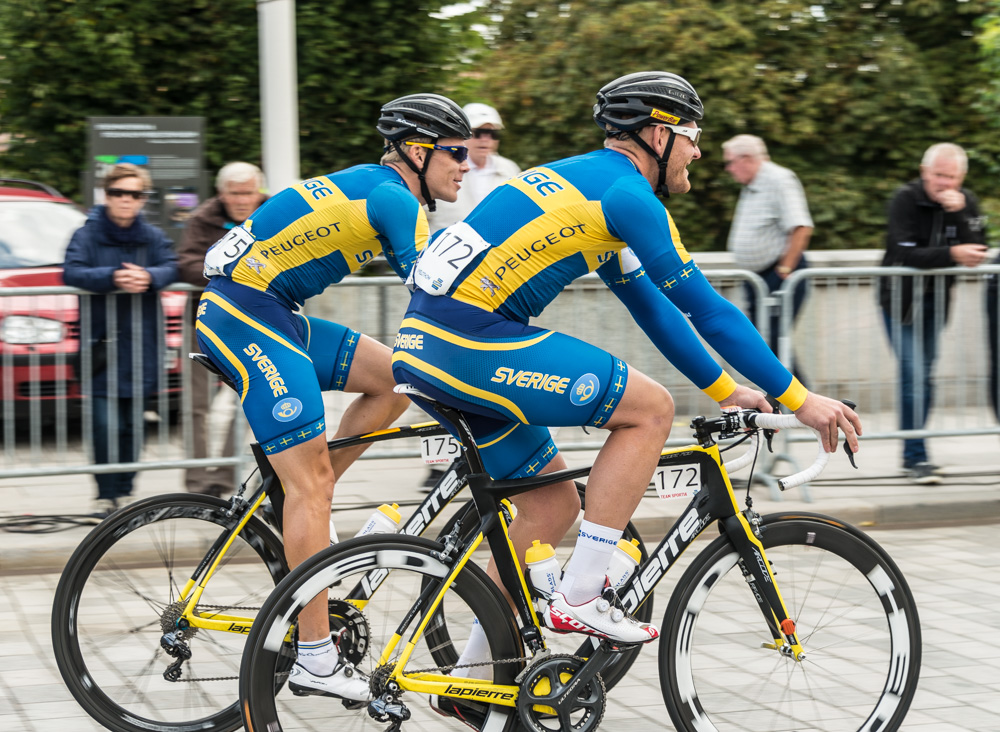
Christofer Stevenson (175) och Johan Landström (172) ur NATIONAL TEAM SWEDEN.
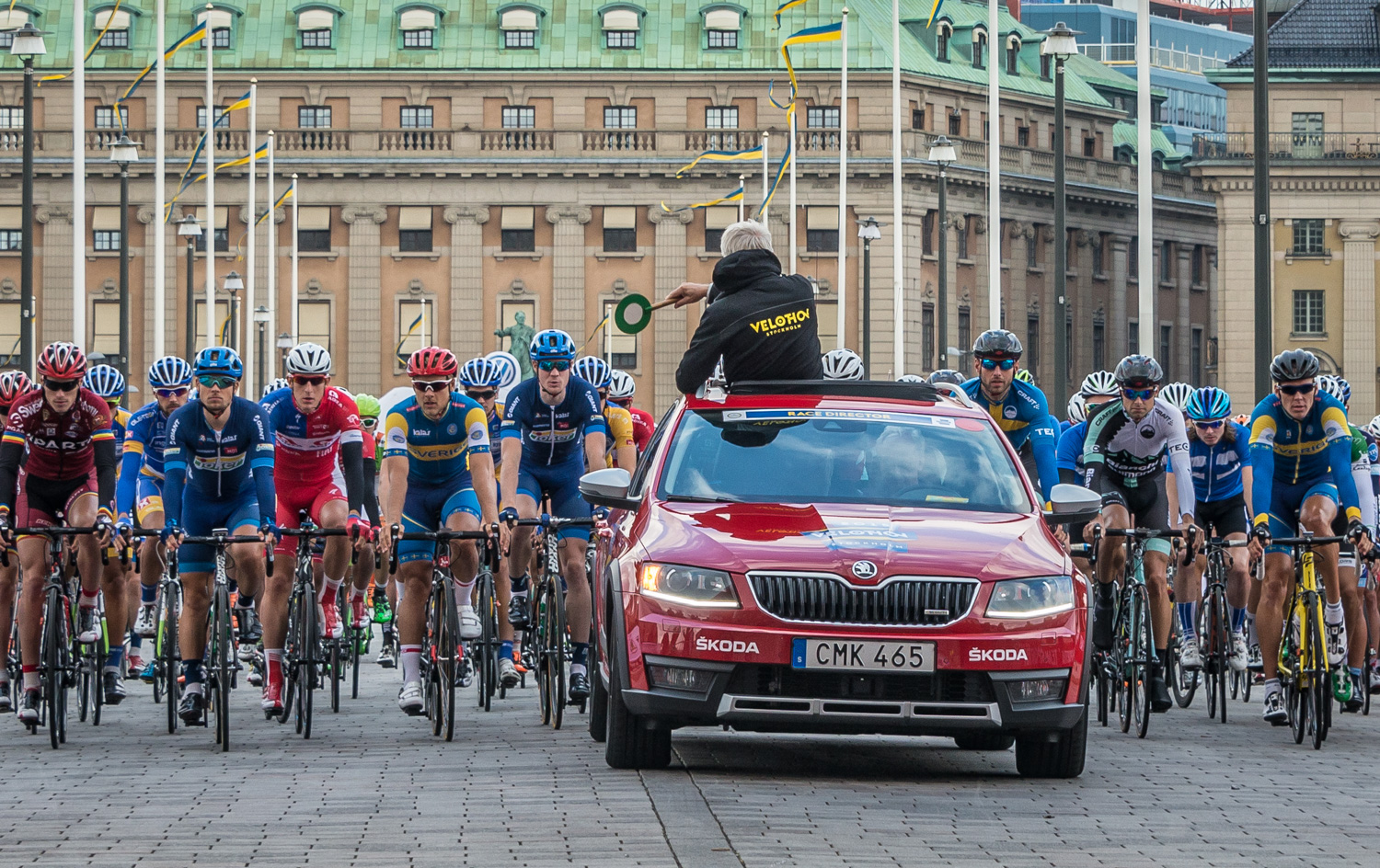
Starten av elitloppet skedde på Norrbro i centrala Stockholm.
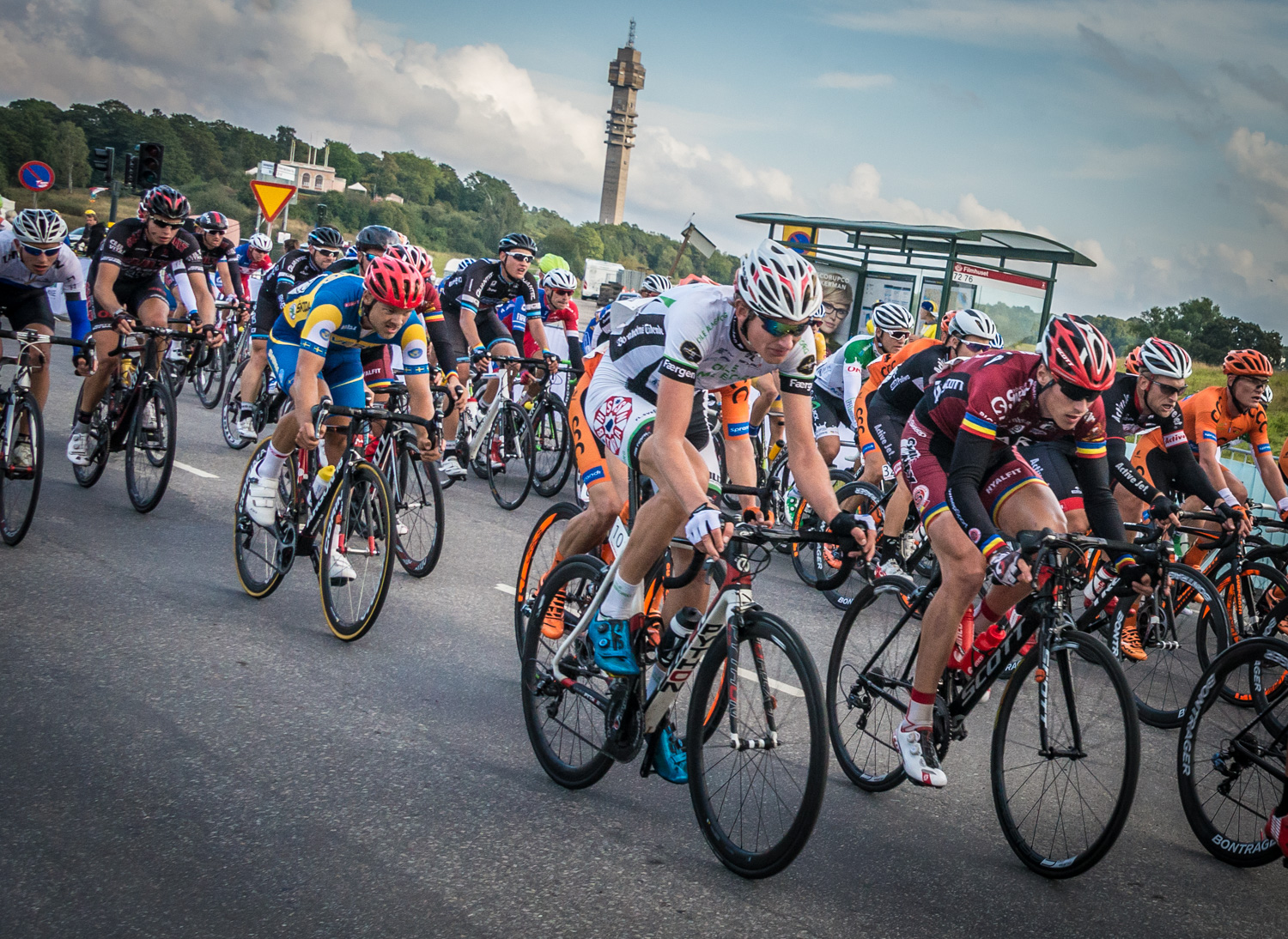
Eliten rundar Gärdet.
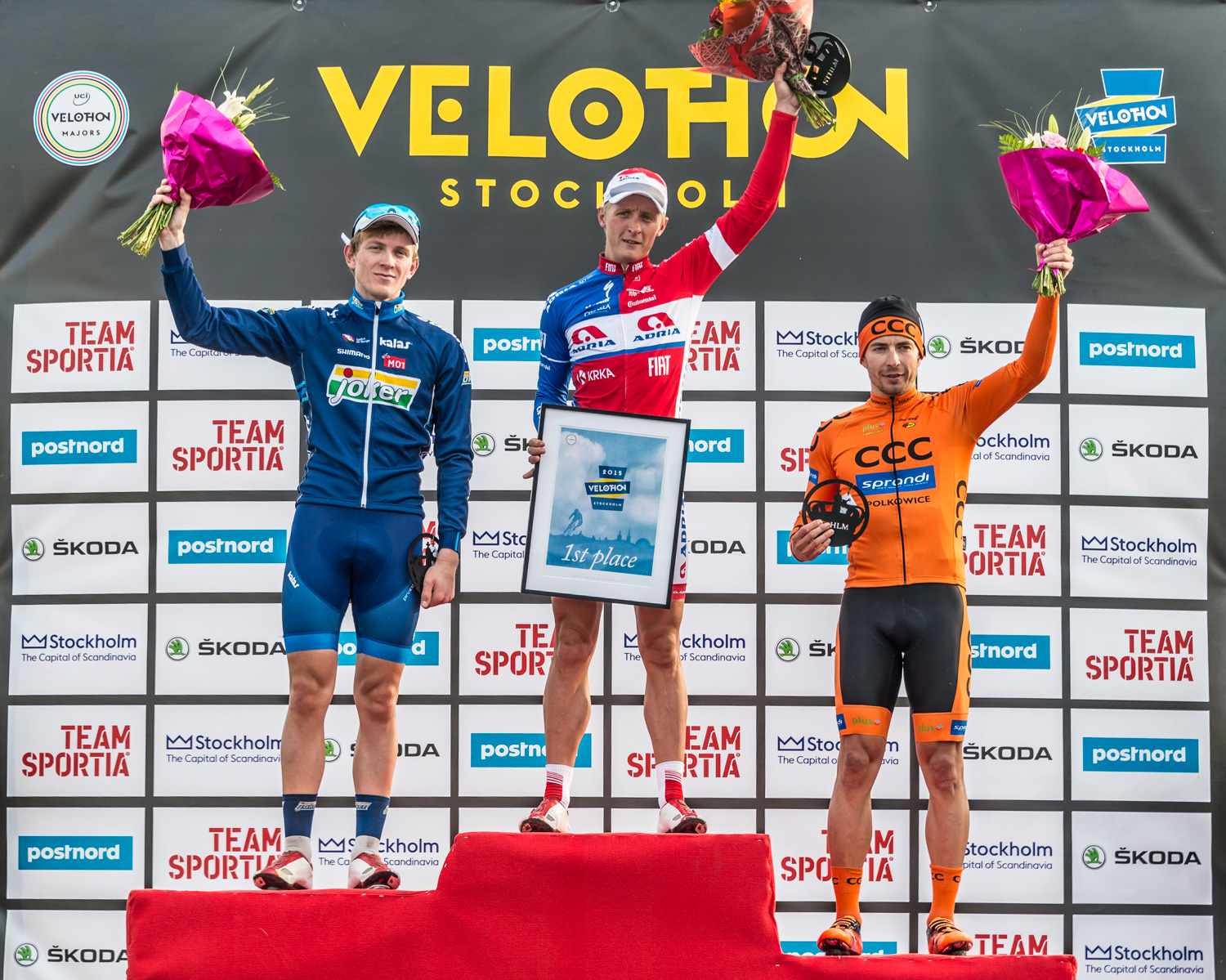
Marko Kump blev vinnare, tvåa Daniel Hoelgaard och trea Grzegorz Stepniak.